# Riverside (Steuben County, New York)
Riverside is een plaats (village) in de Amerikaanse staat New York, en valt bestuurlijk gezien onder Steuben County. Riverside is onderdeel van de town Corning, en een westelijke buitenwijk van de city Corning.

## Demografie
Bij de volkstelling in 2000 werd het aantal inwoners vastgesteld op 594.
In 2006 is het aantal inwoners door het United States Census Bureau geschat op 573, een daling van 21 (-3,5%).

## Geografie
Volgens het United States Census Bureau beslaat de plaats een oppervlakte van
0,7 km², geheel bestaande uit land.

## Plaatsen in de nabije omgeving
De onderstaande figuur toont nabijgelegen plaatsen in een straal van 16 km rond Riverside.